# Championnat du Mali de football 2013-2014
Navigation
Saison précédente Saison suivante
La saison 2013-2014 du Championnat du Mali de football est la 47e édition de la première division malienne à poule unique, la Première Division. Les seize meilleurs clubs maliens sont regroupés au sein d'une poule unique où ils s'affrontent deux fois, à domicile et à l'extérieur. En fin de saison, les trois derniers du classement sont relégués en fin de saison et remplacés par les trois meilleurs clubs de Deuxième division.
C'est le tenant du titre, le Stade malien, qui est à nouveau sacré cette saison après avoir terminé en tête du classement final, avec cinq points d'avance sur le CO Bamako et neuf sur l'AS Real Bamako. C'est le dix-neuvième titre de champion du Mali de l'histoire du club, le quatrième succès en cinq saisons.

## Qualifications continentales
Le vainqueur du championnat et son dauphin se qualifient pour la Ligue des champions de la CAF 2015. Le troisième du classement et le vainqueur de la Coupe du Mali obtiennent quant à eux leur billet pour la Coupe de la confédération 2015. Si le vainqueur de la Coupe se classe parmi les trois premiers, c'est le quatrième du classement qui récupère la place vacante.

## Les clubs participants
| - Djoliba AC - AS Real Bamako - Cercle olympique de Bamako - Office du Niger Sports - Centre Salif Keita - Onze Créateurs de Niaréla - AS Police Bamako - Promu de Deuxième division - Débo Club - Promu de Deuxième division | - Stade malien - CS Duguwolofila - El Widj Aguel Hoc - Promu de Deuxième division - AS Nianan - AS Bakaridjan - AS Bamako - USFAS Bamako - AS Missira |

## Compétition

### Classement
Le barème de points servant à établir le classement se décompose ainsi :
- Victoire : 3 points
- Match nul : 1 point
- Défaite : 0 point

| Rang | Équipe                     | Pts | J  | G  | N  | P  | Bp | Bc | Diff |
| ---- | -------------------------- | --- | -- | -- | -- | -- | -- | -- | ---- |
| 1    | Stade malienT              | 67  | 30 | 20 | 7  | 3  | 42 | 9  | +33  |
| 2    | Cercle olympique de Bamako | 62  | 30 | 18 | 8  | 4  | 46 | 19 | +27  |
| 3    | AS Real Bamako             | 58  | 30 | 16 | 10 | 4  | 55 | 20 | +35  |
| 4    | CS Duguwolofila            | 51  | 30 | 13 | 12 | 5  | 41 | 23 | +18  |
| 5    | Djoliba AC                 | 49  | 30 | 13 | 10 | 7  | 22 | 19 | +3   |
| 6    | AS Bakaridjan              | 48  | 30 | 13 | 9  | 8  | 31 | 25 | +6   |
| 7    | Onze Créateurs de NiarélaC | 43  | 30 | 11 | 10 | 9  | 32 | 26 | +6   |
| 8    | USFAS Bamako               | 42  | 30 | 11 | 9  | 10 | 30 | 26 | +4   |
| 9    | AS Bamako                  | 40  | 30 | 10 | 11 | 9  | 28 | 29 | -1   |
| 10   | Centre Salif Keita         | 38  | 30 | 8  | 14 | 8  | 23 | 19 | +4   |
| 11   | AS PoliceP                 | 38  | 30 | 9  | 11 | 10 | 27 | 32 | -5   |
| 12   | AS Missira                 | 31  | 30 | 7  | 10 | 13 | 20 | 39 | -19  |
| 13   | AS Nianan                  | 22  | 30 | 7  | 7  | 16 | 16 | 33 | -17  |
| 14   | Office du Niger Sports     | 19  | 30 | 5  | 6  | 19 | 20 | 46 | -26  |
| 15   | Débo ClubP                 | 19  | 30 | 4  | 7  | 19 | 21 | 51 | -30  |
| 16   | El Widj Aguel HocP         | 11  | 30 | 2  | 5  | 23 | 24 | 63 | -39  |

|  | Qualification pour la Ligue des champions de la CAF 2015                             |
|  | Qualification pour la Coupe de la confédération 2015                                 |
|  | Relégation en Deuxième division                                                      |
|  | T : Tenant du titre C : Vainqueur de la Coupe du Mali P : Promu de Deuxième division |

## Bilan de la saison
| Championnat du Mali de football 2013-2014 |                            |
| Champion                                  | Stade malien (19e titre)   |
| Coupes et trophées                        |                            |
| Vainqueur de la Coupe du Mali 2013-2014   | Onze Créateurs de Niaréla  |
| Qualifications continentales              |                            |
| Ligue des champions de la CAF 2015        | Stade malien               |
| Ligue des champions de la CAF 2015        | Cercle Olympique de Bamako |
| Coupe de la confédération 2015            | AS Real Bamako             |
| Coupe de la confédération 2015            | Onze Créateurs de Niaréla  |
| Promotions et relégations                 |                            |
| Promus en Division 1                      | AS Sabana                  |
| Promus en Division 1                      | Mamahira AC                |
| Promus en Division 1                      | AS Avenir                  |
| Relégués en Division 2                    | Office du Niger Sports     |
| Relégués en Division 2                    | Débo Club                  |
| Relégués en Division 2                    | El Widj Aguel Hoc          |